# Challenger de Biella
El Canella Challenger es un torneo profesional de tenis. Pertenece al ATP Challenger Series. Se juega desde el año 1998 sobre pistas de tierra batida, en Biella, Italia.

## Palmarés

### Individuales
| Año         | Campeón             | Finalista             | Resultado             |
| ----------- | ------------------- | --------------------- | --------------------- |
| 1998        | Andrew Ilie         | Jean-Baptiste Perlant | 6-7, 6-4, 6-4         |
| 1999        | Nicolás Massú       | Oleg Ogorodov         | 7-6, 5-7, 6-4         |
| 2000        | Filippo Volandri    | Hernán Gumy           | 6-3, 6-2              |
| 2001        | Adrian Voinea       | Christophe Rochus     | 3-6, 6-3, 6-4         |
| 2002        | Dominik Hrbatý      | José Acasuso          | 6-4, 6-7, 6-4         |
| 2003        | Filippo Volandri    | José Acasuso          | 2-6, 7-6, 6-4         |
| 2004        | No se disputó       | No se disputó         | No se disputó         |
| 2005        | Irakli Labadze      | Carlos Berlocq        | 7-6, 6-0              |
| 2006        | Simone Bolelli      | Ivo Minář             | 7-5, 3-6, 7-6         |
| 2007 - 2009 | No se disputó       | No se disputó         | No se disputó         |
| 2010        | Björn Phau          | Simone Bolelli        | 6–4, 6–2              |
| 2010 - 2013 | No se disputó       | No se disputó         | No se disputó         |
| 2014        | Matteo Viola        | Filippo Volandri      | 7–5, 6–1              |
| 2015        | Andrej Martin       | Nicolás Kicker        | 6-2, 6-2              |
| 2016        | Federico Gaio       | Thomaz Bellucci       | 7–6(5), 6–2           |
| 2017        | Filip Krajinović    | Salvatore Caruso      | 6-3, 6-2              |
| 2018        | Federico Delbonis   | Stefano Napolitano    | 6–4, 6–3              |
| 2019        | Gianluca Mager      | Paolo Lorenzi         | 6–0, 6–7(4), 7–5      |
| 2020        | Facundo Bagnis      | Blaž Kavčič           | 6–7(4), 6–4, 0–0 ret. |
| 2021-V      | Juan Pablo Varillas | Guido Andreozzi       | 6–3, 6–1              |
| 2021-VI     | Thanasi Kokkinakis  | Enzo Couacaud         | 6-3, 6-4              |
| 2021-VII    | Holger Rune         | Marco Trungelliti     | 6-3, 5-7, 7-6(5)      |

### Dobles
| Año         | Campeones                                | Finalistas                                     | Resultado        |
| ----------- | ---------------------------------------- | ---------------------------------------------- | ---------------- |
| 2001        | Enzo Artoni Andrés Schneiter             | Massimo Bertolini Cristian Brandi              | 7-6, 4-6, 6-1    |
| 2002        | Giorgio Galimberti Dominik Hrbatý        | Ashley Fisher Nathan Healey                    | 3-6, 6-3, 7-5    |
| 2003        | Stefano Galvani Martín Vassallo Argüello | Jordan Kerr Tom Van Houdt                      | 3-6, 7-6, 6-3    |
| 2004        | No se disputó                            | No se disputó                                  | No se disputó    |
| 2005        | Gabriel Trifu Tom Van Houdt              | Carlos Berlocq Ricardo Mello                   | 6-4, 4-6, 6-4    |
| 2006        | Lucas Arnold Ker Agustín Calleri         | Juan Martín del Potro Martín Vassallo Argüello | 7-6, 6-2         |
| 2007 - 2009 | No se disputó                            | No se disputó                                  | No se disputó    |
| 2010        | James Cerretani Adil Shamasdin           | Dustin Brown Alessandro Motti                  | 6–3, 2–6, [11–9] |
| 2011 - 2013 | No se disputó                            | No se disputó                                  | No se disputó    |
| 2014        | Marco Cecchinato Matteo Viola            | Frank Moser Alexander Satschko                 | 7–5, 6–0         |
| 2015        | Andrej Martin Hans Podlipnik             | Alexandru-Daniel Carpen Dino Marcan            | 7–5, 1–6, [10–8] |
| 2016        | Andre Begemann Leander Paes              | Andrej Martin Hans Podlipnik                   | 6–4, 6–4         |
| 2017        | Attila Balázs Fabiano de Paula           | Johan Brunström Dino Marcan                    | 5–7, 6–4, [10–4] |
| 2018        | Fabricio Neis David Vega Hernández       | Rameez Junaid Purav Raja                       | 6–4, 6–4         |
| 2019        | Tomislav Brkić Ante Pavić                | Ariel Behar Andréi Gólubev                     | 7–6(2), 6–4      |
| 2020        | Harri Heliövaara Szymon Walków           | Lloyd Glasspool Alex Lawson                    | 7–5, 6–3         |
| 2021-V      | André Göransson Nathaniel Lammons        | Rafael Matos Felipe Meligeni Alves             | 7–6(3), 6–3      |
| 2021-VI     | Evan King Julian Lenz                    | Karol Drzewiecki Sergio Martos Gornés          | 3–6, 6–3, [11–9] |
| 2021-VII    | Tomás Martín Etcheverry Renzo Olivo      | Luis David Martínez David Vega Hernández       | 3–6, 6–3, [10–8] |